# Ankali, Chikodi
Ankali là một làng thuộc tehsil Chikodi, huyện Belgaum, bang Karnataka, Ấn Độ.